# Шердино
Ше́рдино (коми Шöрдін) — посёлок сельского типа в городском округе Вуктыл Республики Коми.

## География
Посёлок расположен в 110 км юго-западнее города Вуктыла, на левом берегу Печоры выше мест впадения pек Малая Шердына и Большая Шердына. Высота над уровнем моря — 79 метров. Между устьями рек расположен остров Шöрдi («серединный, центральный остров»). Выше острова находится перекат Шердинский. Следует иметь в виду, что в 20 км от посёлка ниже по течению Печоры существует другой остров Шерди, напротив которого в Печору впадают реки Малая Сойю (слева) и Кылым (справа).

## Этимология
По мнению А. И. Туркина, наименование посёлка связано с гидронимом — ниже по течению Печоры в неё впадают реки Малая Шердына (коми Ичöт Шöрдiна) и Большая Шердына (коми Ыджыд Шöрдiна). Гидроним происходит от названия расположенного между устьями этих рек острова Шöрдi (коми шöр — «средний, центральный»; коми дi — «остров») с помощью имени-послелога дін «место, прилегающее к чему-либо»: Шöрдін — «место у острова Шöрдi». А. П. Афанасьев считал целесообразным изменить официальную форму названия на коми языке и установить более правильное написание имени посёлка – Шӧрді.

## Историко-демографические сведения
В списке населённых пунктов 1930 года, на карте 1945 года, в топографических картах 1940-х годов не значится.
В списке населённых пунктов 1956 года — посёлок лесозаготовителей Щердино Савиноборского сельсовета. В 1959 году — посёлок Щердино-1 (677 жителей, русские). В списках населённых пунктов 1960 и 1968 годов — Щердино. 
В 1970 году здесь жили 879 человек. В 1970-х годах посёлок стал именоваться Шердино. 12 мая 1972 года посёлок стал центром Шердинского (бывшего Савиноборского) сельсовета. 
В 1979 году здесь жили 719 человек; в 1989 году — 532 человека (292 мужчины и 240 женщин, 52 % русские, 27 % коми); в 1990 году — 470 человек; в 1992 году — 432 человека; в 1995 году — 363 человека. 
Решением Совета города Вуктыла от 2 апреля 1998 года объединены Дутовский и Шердинский сельсоветы. Объединённому сельсовету присвоено наименование Дутовский сельсовет Вуктыльского района с административным центром в посёлке Дутово. Посёлок Шердино вошёл в состав сельского поселения Дутово. В 2002 году в Шердино жили 232 человека (121 мужчина и 111 женщин); в 2010 году — 122 человека. 
В декабре 2015 года статус Вуктыльского района был изменён на городской округ, все существовавшие в составе района сельские поселения были упразднены и посёлок Шердино вошёл в состав городского округа Вуктыл. С 1 июня 2023 года муниципальное образование городской округ «Вуктыл» в Республике Коми наделён статусом муниципального округа.

### Население
| 2010 |
| ---- |
| 122  |